# 亞布盧尼夫卡 (波皮利尼亞區)
49°59′23″N 29°36′41″E / 49.98972°N 29.61139°E
亞布盧尼夫卡（烏克蘭語：Яблунівка）是烏克蘭北部的村莊，隸屬日托米爾州的日托米爾區。該村始建於1700年，面積0.78平方公里，海拔高度175米，2001年人口140，人口密度每平方公里179.95人。